# Claes Göransson
Claes Göransson, né le 2 mai 1950, est un coureur cycliste suédois.

## Palmarès
- 1975
  - Champion des Pays nordiques du contre-la-montre par équipes juniors
- 1976
  - Champion des Pays nordiques sur route juniors
  - Champion des Pays nordiques du contre-la-montre par équipes juniors
  -  Champion de Suède du contre-la-montre juniors
- 1977
  - Champion des Pays nordiques du contre-la-montre par équipes
  -  Champion de Suède du contre-la-montre par équipes
  - 5e étape de la Milk Race
- 1978
  -  Champion de Suède du contre-la-montre par équipes
- 1979
  -  Champion de Suède du contre-la-montre par équipes
  - Östgötaloppet
  - 2e du championnat des Pays nordiques du contre-la-montre par équipes
- 1981
  - 2e du championnat des Pays nordiques du contre-la-montre par équipes